# Liste von Kosakenaufständen
Dies ist eine Liste von Kosakenaufständen.

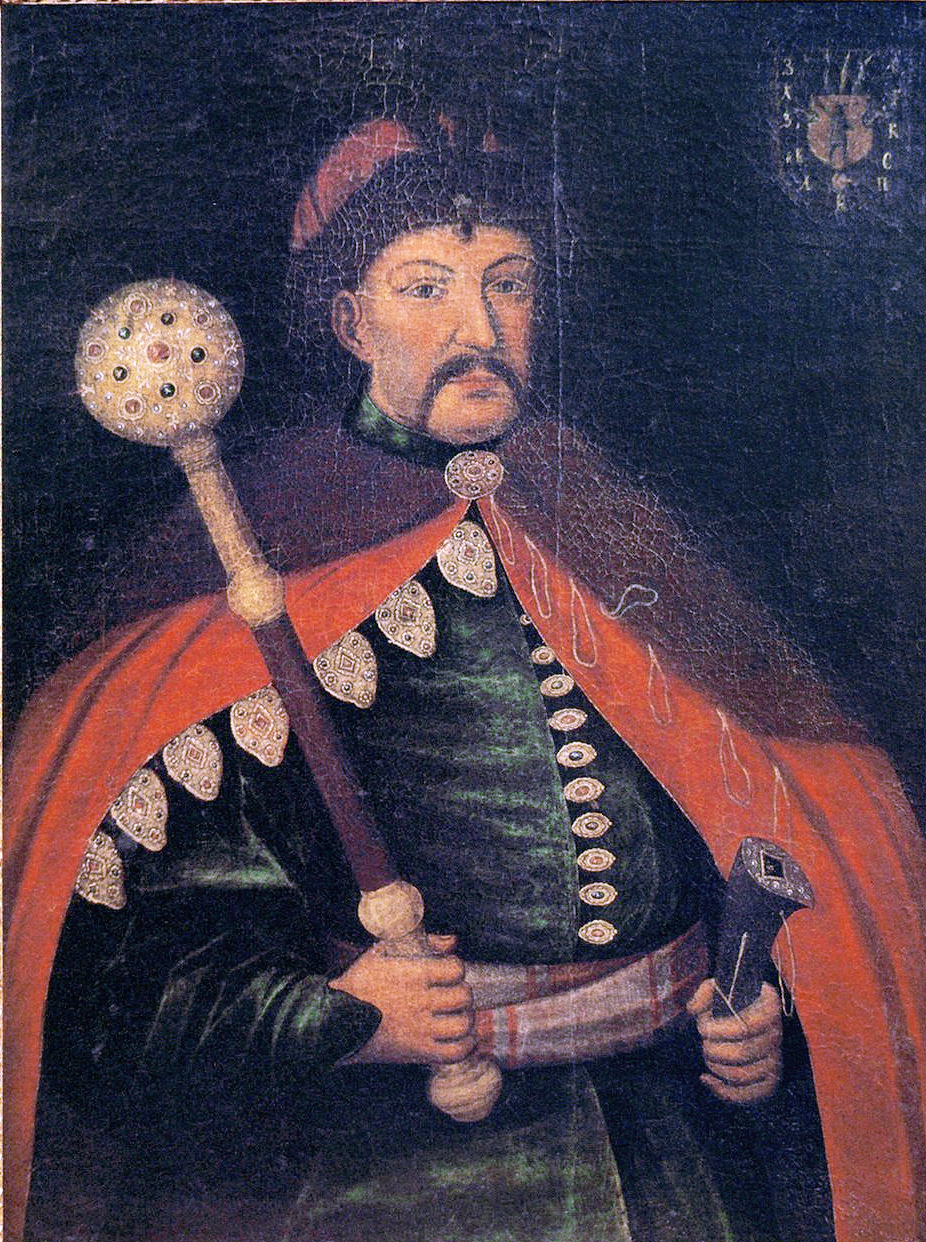
Bohdan Chmelnyzkyj

## Kurzeinführung
Die Kosakenaufstände waren eine Reihe von militärischen Konflikten zwischen den Kosaken und den Staaten, die die Souveränität über die Gebiete beanspruchten, in denen die Kosaken lebten, nämlich die  Königliche Republik der Polnischen Krone und des Großfürstentums Litauen (kurz: Polen-Litauen bzw. polnisch schlicht Rzeczpospolita) und das Russische Reich im 16., 17. und 18. Jahrhundert.

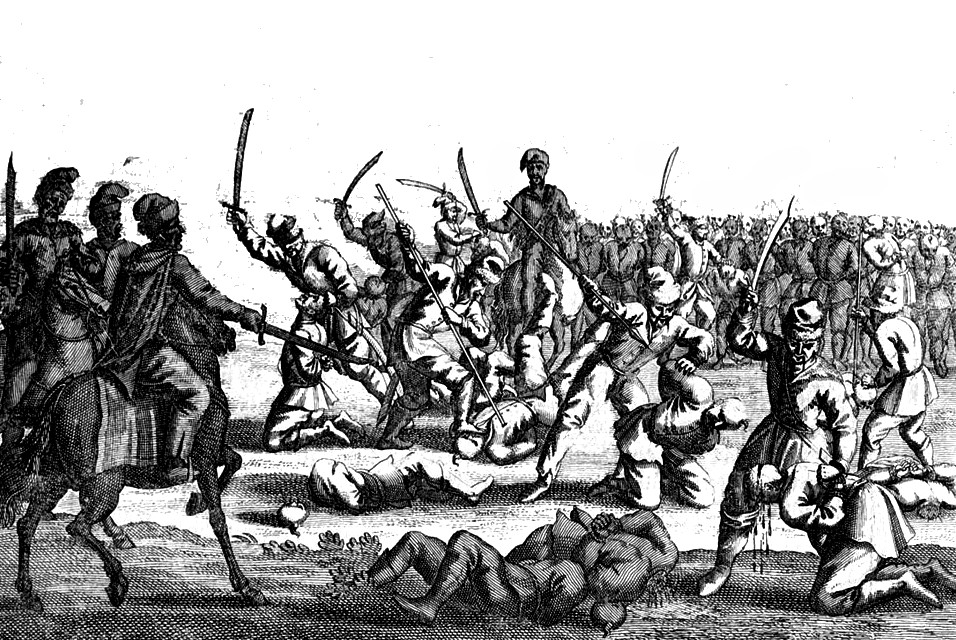
Das Massaker der Kosaken an polnischen Gefangenen (nach der Schlacht bei Batoh)

Die folgende chronologische Übersicht erhebt keinen Anspruch auf Aktualität oder Vollständigkeit:

## Übersicht
- Kosynskyj-Aufstand (1591–1593) (siehe unter Kryschtof Kosynskyj)
- Nalywayko-Aufstand (1594–1596) (siehe unter Seweryn Nalywajko)
- Bolotnikow-Aufstand (1606–1607) (siehe unter Iwan Issajewitsch Bolotnikow)
- Schmailo-Aufstand (1625) (siehe unter Marko Schmailo)
- Fedorowytsch-Aufstand (1630) (siehe unter Taras Fedorowytsch)
- Sulyma-Aufstand (1635) (siehe unter Iwan Sulyma)
- Pawljuk-Aufstand (1637) (siehe unter Pawlo Pawljuk)
- Ostrjanyn-Aufstand (1638) (siehe unter Jakiw Ostrjanyn)
- Gserot tach-tat[1] (1648)

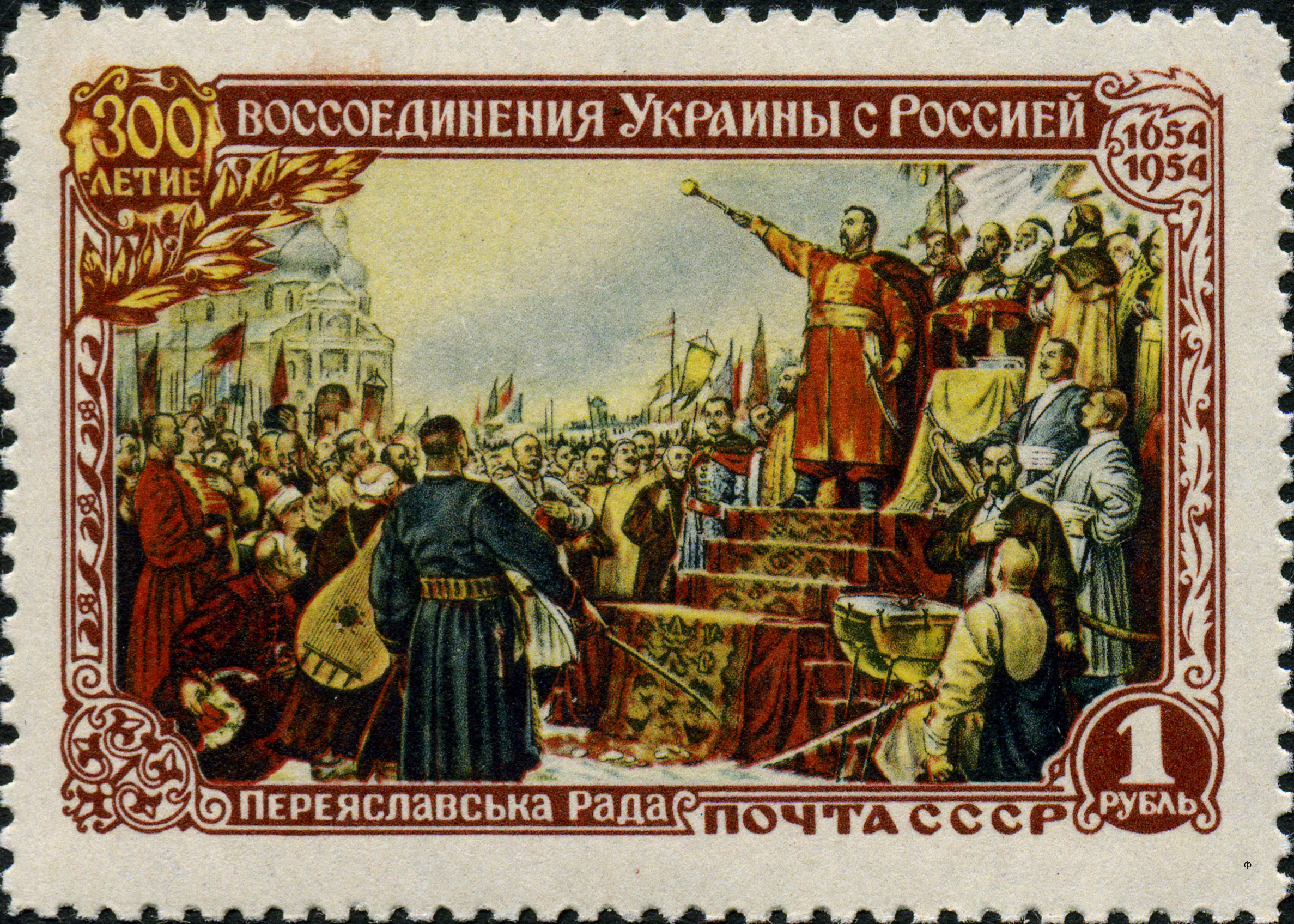
Die Rada von Perejaslaw auf einer sowjetischen Briefmarke (1954) (nach dem 1648 begonnenen Chmelnyzkyj-Aufstand wurde Kiew Hauptstadt des Hetmanats der Saporoger Kosaken, die sich 1654 im Abkommen von Perejaslaw dem Moskauer Zaren unterstellten)

- Chmelnyzkyj-Aufstand (1648–1654) (siehe auch unter Bohdan Chmelnyzkyj)
- Barabasch-Aufstand (1658) (siehe unter Jakiw Barabasch)
- Rasin-Aufstand (1667–1671) (siehe auch unter Stenka Rasin)
- Palij-Aufstand (1702–1704) (siehe unter Semen Palij)
- Bulawin-Aufstand (1707–1708) (siehe unter Kondrati Afanassjewitsch Bulawin)
- Hajdamaken-Aufstand 1734 (siehe auch unter Hajdamaken)
- Hajdamaken-Aufstand 1750 (siehe auch unter Hajdamaken)

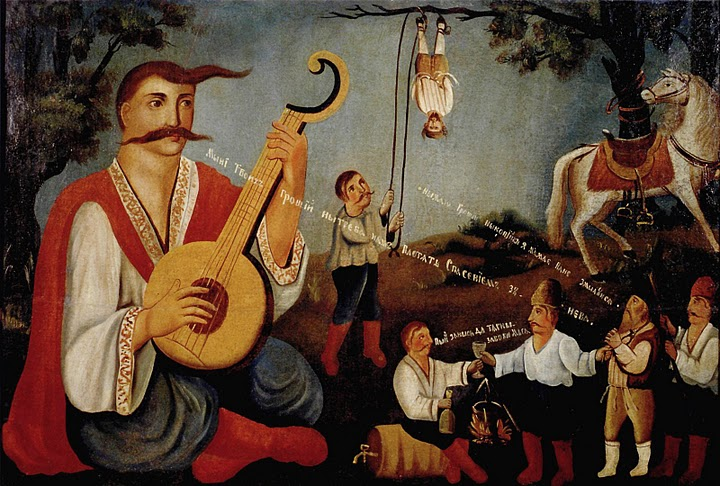
Kosak Mamaj (links)

- Kolijiwschtschyna (1768–1769) (letzter Hajdamaken-Aufstand; siehe auch Massaker von Uman)
- Pugatschow-Aufstand (1774–1775) (siehe auch unter Jemeljan Iwanowitsch Pugatschow)
- Kiewer Kosakenaufstand (1855)